# Saône-et-Loire
Saône-et-Loire (oznaka 71) je francoski departma, imenovan po rekah Saoni in Loari, ki tečeta skozenj. Nahaja se v regiji Burgundiji.

## Zgodovina
Departma je bil ustanovljen v času francoske revolucije 4. marca 1790 z združitvijo južnega dela nekdanje pokrajine Burgundije in dela pokrajine Bresse.

## Geografija
Saône-et-Loire (Saona in Loara) leži v južnem delu regije Burgundije. Na severu meji na departmaja Nièvre in Côte-d'Or, na vzhodu na departma Juro (regija Franche-Comté), na jugu na departmaje Ain, Rhône in Loire (regija Rona-Alpe), na zahodu pa na departma Allier (regija Auvergne).
Na zahodu prevladuje hribovit svet okoli Autuna, Charollesa in Mâcona. Jugozahodno od njega teče v smeri proti severozahodu reka Loara. V osrednjem delu se v smeri od severa proti jugu širi nižavje reke Saone. Vzhod departmaja obvladuje severni del Breškega nižavja.